# Дінара Асанова (фільм)
«Дінара Асанова» (рос. Динара Асанова) — документальний фільм 2003 року режисерів Марини Чудіної та Катерини Харламової, виробництва «Ленфільм».

## Зміст
Фільм присвячений режисеру, сценаристу й акторці Дінарі Асановій. Вона прожила лише 42 роки і раптово померла під час зйомок фільму «Незнайомка», але встигла відкрити дорогу в кінематограф кільком акторам, що згодом стали відомими та випустити декілька кіноробіт, що були відзначені увагою глядачів і критиків.

## Кінофестивалі
19 квітня 2019 року в Центральному будинку кіно (малий зал) у рамках позаконкурсної програми 41-го Московського міжнародного кінофестивалю документальний фільм повторно (після виходу на екрани у 2003 році) демонструвався публіці, ставши частиною документального циклу «Кінорежисер: професія і доля».